# Lee Jae-dong
Lee „Jaedong“ Jae-dong (* 9. Januar 1990) ist ein professioneller südkoreanischer E-Sportler in den Computerspielen Starcraft: Brood War und StarCraft II.
Er gehört zu nur 4 Spielern, die eine "goldene Maus" erringen konnten, die für den Gewinn von drei OSL-Turnieren vergeben wird. Jaedong hat an den 2012 WCS Ausscheidungen Südkorea und an der 2012 GSL Code S Season 4 teilgenommen und gehörte damit zu den ersten professionellen Brood-War-Spielern, die zu Starcraft 2 gewechselt sind.
2013 überholte er durch seinen zweiten Platz bei den WCS Finals auf der BlizzCon zwischenzeitlich Johnathan Wendel als E-Sportler mit dem meisten erspielten Preisgeld. Derzeit (2018) hat er in Turnieren ein Preisgeld von umgerechnet ca. 637.000 US-Dollar erspielt.

## Werdegang
Schon in seinem ersten Jahr als Profi im Spiel Starcraft Broodwar war Lee Jae-dong am Ende des Jahres der Zerg mit dem zweithöchsten Gewinnanteil unter den professionellen Spielern. In diesem Jahr waren vor allem seine "Win-Rates" gegen Zerg und Protoss mit über 70 % sehr hoch. Dies brachte ihm den Titel "Rookie of the Year" ein. Im Jahr 2007 konnte Jaedong auch seine Schwäche gegen Terraner ausmerzen und präsentierte einen 12-zu-0-Run gegen Terraner wie NaDa und andere. Diese Stärke in jedem Match-up brachte Lee Jae-dong im Jahr 2007 auch den ersten OSL-Titel ein.
Anfang des Jahres 2008 stieg Jaedong auch zum besten Zerg-Spieler in der KeSPA-Rangliste auf. Später in diesem Jahr behauptete sich Jaedong auch vier Monate lang als Nummer 1 auf der KeSPA-Rangliste aller Rassen. Zusätzlich konnte Lee Jae-dong seinen ersten MSL-Titel erringen. Im Jahr 2009 konnte Jaedong auch die "goldene Maus" durch seinen dritten Sieg bei einer OSL erringen (EVER, Batoo, Bacchus). Im selben Jahr konnte Jaedong auch den WCG-2009-Titel gegen Stork in Chengdu, China erringen. Im Jahr 2010 definierte sich die große Rivalität mit Flash, da die beiden Starcraft-Broodwar-Größen in fünf Finalspielen aufeinandertrafen, von denen jedoch drei an Flash gingen. Trotzdem war Jaedong weiterhin der beste Zergspieler laut KeSPA-Rangliste.
Im Jahr 2011 gingen Jaedongs Leistungen aber stark zurück, und da schon Ende 2010 die ersten Gerüchte aufkamen, dass Jaedong zu StarCraft 2 wechseln würde, erwarteten schon viele diesen Umstieg einer der größten Starcraft-Broodwar-Legenden.
Mitte des Jahres 2012 wurde dieser Wechsel auch offiziell, indem Lee Jae-dong an den 2012 WCS Korea Nationals teilnahm und durch einen KeSPA-Sitz an der 2012 GSL Code S Season 4 teilnehmen konnte. In beiden Turnieren waren seine Leistungen aber eher bescheiden. Jaedong lieferte zwar sehr gute Spiele, konnte aber selten den richtigen Zeitpunkt finden, um Spiele, in denen er im Vorteil war, für sich zu entscheiden. So fiel er von Code S zu Code A und verlor auch dort sein erstes Spiel.
Am 6. Dezember 2012 wurde bekannt gegeben, dass Jaedong zu dem amerikanischen Team Evil Geniuses gewechselt ist. Im Jahr 2013 hat Jaedong fünf Finalspiele von fünf großen Turnieren erreicht, aber er konnte keines für sich entscheiden bis zum ASUS ROG auf der Northcon, wo er im Dezember seinen ersten Turniersieg im Jahr 2013 im Finale gegen Scarlett einfahren konnte.
Sein letzter Sieg war im September 2014 bei den World E-sport Championships, dort schlug er Snute von Team Liquid.
Am 1. November 2016 zog er sich vom professionellen Sport zurück. Evil Genius schloss seine Abteilung Starcraft II im Jahr darauf. Seitdem ist Jaedong teamlos und tritt wieder in Ligen und Turnieren für StarCraft: Brood War an.

## Turnier-Erfolge (Auswahl)
| Jahr                 | Turnier                          | Platz                | Preisgeld            |
| Starcraft: Brood War | Starcraft: Brood War             | Starcraft: Brood War | Starcraft: Brood War |
| -------------------- | -------------------------------- | -------------------- | -------------------- |
| 2007                 | EVER OSL                         | 1. Platz             | 35.000 $             |
| 2008                 | GOMTV MSL Season 4               | 1. Platz             | 44.000 $             |
| 2008                 | Arena MSL                        | 2. Platz             | 20.000 $             |
| 2008                 | GOMTV TG-Intel Classic Season 1  | 1. Platz             | 40.000 $             |
| 2009                 | Batoo OSL                        | 1. Platz             | 35.000 $             |
| 2009                 | Bacchus OSL                      | 1. Platz             | 35.000 $             |
| 2009                 | World Cyber Games                | 1. Platz             | 10.000 $             |
| 2010                 | NATE MSL                         | 1. Platz             | 44.000 $             |
| 2010                 | Hana Daetoo Securities MSL       | 2. Platz             | 20.000 $             |
| 2010                 | NATE Bigfile MSL                 | 2. Platz             | 20.000 $             |
| 2010                 | Batoo OSL                        | 2. Platz             | 20.000 $             |
| 2010                 | World Cyber Games                | 3. Platz             | 01.000 $             |
| Starcraft II         |                                  |                      |                      |
| 2013                 | DreamHack Summer                 | 2. Platz             | 05.390 $             |
| 2013                 | DreamHack Valencia               | 2. Platz             | 05.390 $             |
| 2013                 | WCS America Season 2             | 2. Platz             | 12.000 $             |
| 2013                 | WCS Season 2 Finals              | 2. Platz             | 20.000 $             |
| 2013                 | WCS Global Finals                | 2. Platz             | 45.000 $             |
| 2013                 | NorthCon ASUS ROG                | 1. Platz             | 10.000 $             |
| 2014                 | Lone Star Clash 3                | 1. Platz             | 07.500 $             |
| 2014                 | World E-sport Championships 2014 | 1. Platz             | 24.400 $             |
| Starcraft: Brood War |                                  |                      |                      |
| 2018                 | KSL Season 1                     | 2. Platz             | 09.100 $             |

Preisgelder sind teilweise wegen Umrechnungsdiskrepanzen nur ungefähre Angaben.

## Spielstil
Lee Jae-dong hat in vielerlei Hinsicht das Standardspiel für Zerg verändert. So machte Jaedong im Zerg vs. Terran Matchup die 2 Hatch (nur mit 2 Basen) Mutalisk Eröffnung sehr populär wie auch im Zerg vs. Zerg sein außergewöhnliches Zergling-Spiel mit der Nutzung vorteilhafter Angriffspositionen und Run-bys (dies wird auch in StarCraft II: Heart of the Swarm stark genutzt, sprich wenn man in der Ressource Gas Rückstände aufweist, setzt man auf zunehmende Zergling-Aggression). Im Zerg vs. Protoss Matchup entwickelte Jaedong einen neuen Konter gegen den Spielstil von Kim „Bisu“ Taek Yong mit Scourge und einer großen Anzahl an Basen.
Während allgemein gilt, dass Jaedongs größte Stärke sein Micromanagement ist, hat er gerade durch den Wechsel zwischen sehr aggressiven und wirtschaftsbasierten Spielstilen viele Zergtrends verfeinert oder populär gemacht.